# Grignon (Costa d'Or)
Grignon és un municipi francès, situat al departament de la Costa d'Or i a la regió de Borgonya - Franc Comtat. L'any 2007 tenia 218 habitants.

## Demografia

### Població
El 2007 la població de fet de Grignon era de 218 persones. Hi havia 92 famílies, de les quals 24 eren unipersonals (16 homes vivint sols i 8 dones vivint soles), 32 parelles sense fills, 32 parelles amb fills i 4 famílies monoparentals amb fills.
La població ha evolucionat segons el següent gràfic:
Habitants censats

### Habitatges
El 2007 hi havia 139 habitatges, 91 eren l'habitatge principal de la família, 26 eren segones residències i 22 estaven desocupats. 136 eren cases i 3 eren apartaments. Dels 91 habitatges principals, 73 estaven ocupats pels seus propietaris, 11 estaven llogats i ocupats pels llogaters i 7 estaven cedits a títol gratuït; 5 tenien dues cambres, 10 en tenien tres, 27 en tenien quatre i 49 en tenien cinc o més. 55 habitatges disposaven pel capbaix d'una plaça de pàrquing. A 42 habitatges hi havia un automòbil i a 42 n'hi havia dos o més.

### Piràmide de població
La piràmide de població per edats i sexe el 2009 era:
| Homes | Edats   | Dones |
| ----- | ------- | ----- |
| 0     | 95 o +  | 0     |
| 0     | 90 a 94 | 0     |
| 0     | 85 a 89 | 4     |
| 8     | 80 a 84 | 0     |
| 0     | 75 a 79 | 8     |
| 8     | 70 a 74 | 4     |
| 0     | 65 a 69 | 8     |
| 4     | 60 a 64 | 8     |
| 4     | 55 a 59 | 4     |
| 8     | 50 a 54 | 8     |
| 0     | 45 a 49 | 8     |
| 16    | 40 a 44 | 8     |
| 16    | 35 a 39 | 16    |
| 0     | 30 a 34 | 0     |
| 12    | 25 a 29 | 16    |
| 8     | 20 a 24 | 0     |
| 0     | 15 a 19 | 16    |
| 20    | 10 a 14 | 12    |
| 12    | 5 a 9   | 8     |
| 4     | 0 a 4   | 4     |

## Economia
El 2007 la població en edat de treballar era de 142 persones, 105 eren actives i 37 eren inactives. De les 105 persones actives 99 estaven ocupades (60 homes i 39 dones) i 6 estaven aturades (3 homes i 3 dones). De les 37 persones inactives 17 estaven jubilades, 11 estaven estudiant i 9 estaven classificades com a «altres inactius».

### Ingressos
El 2009 a Grignon hi havia 88 unitats fiscals que integraven 223 persones, la mediana anual d'ingressos fiscals per persona era de 17.557 €.

### Activitats econòmiques
Dels 4 establiments que hi havia el 2007, 1 era d'una empresa alimentària, 2 d'empreses de comerç i reparació d'automòbils i 1 d'una entitat de l'administració pública.
L'any 2000 a Grignon hi havia 10 explotacions agrícoles que ocupaven un total de 980 hectàrees.

## Poblacions més properes
El següent diagrama mostra les poblacions més properes.